# Ústředna P51
Telefonní ústředna P51 je automatická telefonní ústředna první generace československé výroby s maximální kapacitou 10 000 účastníků. Ústředny tohoto typu byly v Československu uváděny do provozu od roku 1959 do počátku 80. let 20. století. Činnost posledních P51 byla ukončena kolem roku 2000.

## Historie
První telefonní ústředna typu P51 byla v Československu uvedena do provozu v roce 1959. Jednalo se o nepatrně upravený předválečný systém Siemens A-29, jehož patentovaná ochrana propadla v rámci válečných reparací. V době zavádění to ještě byly ústředny moderní, ale již v polovině šedesátých let zastarávaly.
V národní verzi doznala několika modifikací – P51p, P52p. Poslední ústředny P51 se postavily počátkem osmdesátých let, ve druhé polovině osmdesátých let byly středové ústředny P51 nasazené v MTO hromadně nahrazovány ústřednami druhé generace, kupříkladu Teslou PK 202 a výjimečně i Teslou PK 201. Další ústředny P51 již dále nebyly uváděny do provozu. Jsou známy případy, kdy ústředna P51 byla v provozu přes 40 let. Byla totiž obecně snadno udržovatelná – prakticky jakoukoliv poruchu šlo nalézt žárovkovou zkoušečkou a opravit pilníčkem na kontakty.
Síťování ústředen první generace mělo omezené možnosti a nebylo možné dodržet v celé síti jednotný číslovací plán. Největší výhodou celého systému P-51 byla ukázková stavebnicovost, nevýhodou již uvedená nevhodnost pro výstavbu automatizovaných meziměstských sítí. V digitální překryvné síti byla první generace ústředen zcela nahrazena.

## Popis ústředny
Základním stavebním prvkem tohoto systému byla stovková skupina účastnických přípojek připojených na pole linkových voličů (LV). Deset těchto skupin bylo připojeno na úrovně druhého skupináře (2S). Každá skupina LV byla připojena na odpovídající úroveň skupináře. Deset stovkových skupin tak vytvořilo jednu tisícovou skupinu. Deset takovýchto tisícových skupin se stejným způsobem připojilo na úrovně prvního skupináře (1S). Tím vznikla desetitisícová skupina, která je považována za maximální kapacitu jedné ústředny. Linkové voliče a skupináře byly sestaveny ze čtvercových (dvoupohybových) voličů.
Některé úrovně prvního skupináře nebyly využity k připojování účastníků, ale byly využity jinými způsoby, například pro propojení na služební stupeň (SS) a úroveň 0 pro propojení do meziměstské nebo mezinárodní sítě (MS). V sestavě podle schématu systému měl každý účastník čtyřmístné číslo ve tvaru TSDJ, kde T (tisíce) odpovídá číslu úrovně na 1S, S (stovky) odpovídá číslu úrovně na 2S, D (desítky) odpovídá číslu úrovně na LV a J (jednotky) odpovídá kroku v úrovni LV. Protože je zde pevný vztah mezi číslem účastníka a polohou voličů, označuje se toto číslování jako nepružné.
Jako samostatné se tyto ústředny stavěly pro největší kapacitu 10 000 účastníků. V případě potřeby většího počtu účastníků se vyhradilo více voličových sálů, kde se umístilo několik desetitisícových ústředen a propojily se mezi sebou přes vložené skupinářové stupně; jeden obsahoval deset tisícových skupin, každá tisícová skupina byla složena z deseti stovkových skupin. Každá stovková skupina 1T měla deset východů, na kterých byly zapojeny 1S.
Pro tisícovou skupinu účastníků bylo 100 skupinářů 1S, kde stejné kroky stejných úrovní byly promultiplovány: z první úrovně 1S šlo deset východů k první skupině 2S, z druhé úrovně 1S šlo deset východů k druhé skupině 2S atd, až z poslední úrovně 1S šlo deset východů k desáté skupině 2S. Každá skupina 2S (obsahovala 10 x 10, tedy 100 skupinářů 2S) měla ve stejných úrovních stejné kroky promultiplovány, takže z první úrovně odcházelo deset východů na LV. Pro každou tisícovou skupinu je tedy 100 linkových voličů LV.

### Příklad spojení hovoru

Ilustrační blokové schéma telefonní ústředny 1. generace:
1T: třídič – stovková skupina
2T: třídič – tisícová skupina
1S: první skupinář
SS: služební stupeň
MS: meziměstská síť
2S: druhý skupinář
LV: linkový volič

Účastník 2401 volá účastníkovi 4350.

Zvednutím mikrotelefonu se v ústředně rozběhne 1T a vyhledá volný východ (buď přímo nebo přes 2T) na 1S, odkud dostane oznamovací tón. Přistoupí k volbě telefonního čísla 4350, volbou první číslice 4 se ramena voliče 1S dostanou do čtvrté úrovně, ve které najdou volný východ k 2S, který se obsadí. Volbou druhé číslice 3 se ramena voliče 2S dostanou do třetí úrovně, ve které vyhledají volný východ k LV, který obsadí. Volbou třetí číslice 5 se ramena LV dostanou do páté úrovně a volbou čtvrté číslice 0 se ramena LV dostanou v úrovni na desátý kontakt. Poté se účastník s číslem 4350 nazkouší přes vratnou spojku na jeho 1T a je-li volný, tak se vyzvoní, účastník 4350 se přihlásí a následuje vlastní hovor, rozpojení hovoru, jeho započítání a vrácení voličů do klidových poloh.

## Signalizace poruch
V systému P51 bylo několik stupňů poruchové signalizace. Nejdůležitější byla porucha hlavní pojistky, kterou oznamovala rozsvícená modrá žárovka. Porucha tavné cívkové pojistky, třeba u 1T, 2T, 1S až LV byla signalizována červenou žárovkou. Zelená žárovka signalizovala stav cívky některého voliče pod proudem. V praxi to byl jediný signál, který vyvolal okamžitou činnost obsluhy – zaseklou cívkou voliče protékal proud kolem 1 A, cívka se rychle ohřívala a zápach z doutnající izolace nebyl ničím příjemným. Matová žárovka se žlutou čepičkou znamenalo jednostranné odložení na LV a nakonec čirá žárovka oznamovala, že je zařízení obsazeno. Tato signalizace byla funkční pouze po zapnutí zvláštního vypínače na tisícové skupině, takže bylo okamžitě vidět, která zařízení jsou obsazena a která nejsou. Všechny tyto signalizace se opakovaly do hlavní reléové sady na tisícové skupině, kde byly osazeny také žárovky stejných barev. Při rozsvícení modré žárovky zvonil signalizační zvonek trvalým zvoněním, při červené a zelené signalizaci bylo zvonění přerušované.

## Signalizační tóny a volací stroj
Potřebná tónová signalizace signalizace se vyráběla v mechanickém zařízení zvaném volací stroj (mechaniky označované „volačka“), které bylo napájeno z 60 V rozvodu telefonní ústředny. V podstatě se jednalo o elektromotor. Stroje byly vždy dva nad sebou a obsluha ústředny je pravidelně v provozu střídala. Stroj vyráběl trvalý kmitočet 450 Hz a tento kmitočet byl kontakty přes speciální vačky rozdělován na tóny oznamovací, obsazovací, vyzváněcí a ještě tzv. tikr, který se používal pro zvláštní účely. V signalizačních obvodech býval použit i trvalý tón 450 Hz určený pro servisní účely.

## Údržba ústředny
Vzhledem k tomu, že se jednalo o elektromechanický systém, bylo potřeba udržovat všechny pohyblivé části voličů v čistotě a taktéž patřičně promazané. Vždy jednou za dva měsíce se musely čtvercové voliče demontovat ze stojanu a ve speciální místnosti se vyčistily. Pak následovalo odsátí par z použitého čističe, většinou trichlorethylénu nebo perchlorethylénu. Třecí plochy se namazaly hodinářským olejem a plochy rohatek speciálním tukem. Pak se zkontrolovaly pérové svazky kontaktů a provedla se jejich případná justáž. Totéž se dělo se všemi zařízeními telefonní ústředny, která se dala demontovat. Spojovací pole 1T až LV se musela čistit přímo na stojanech, protože byla nedemontovatelná.